# Livina
Livina (em húngaro: Lévna) é um município da Eslováquia, situado no distrito de Partizánske, na região de Trenčín. Tem 3,22 km² de área e sua população em 2018 foi estimada em 114 habitantes.

## Demografia
| Ano:        | 1994 | 2004    | 2014   | 2024   |
| ----------- | ---- | ------- | ------ | ------ |
| Broj ljudi: | 97   | 119     | 114    | 119    |
| Razlika:    |      | +22,68% | -4,20% | +4,38% |

| Ano:               | 2023 | 2024   |
| ------------------ | ---- | ------ |
| Número de pessoas: | 120  | 119    |
| Diferença:         |      | -0,83% |